# Первородний гріх

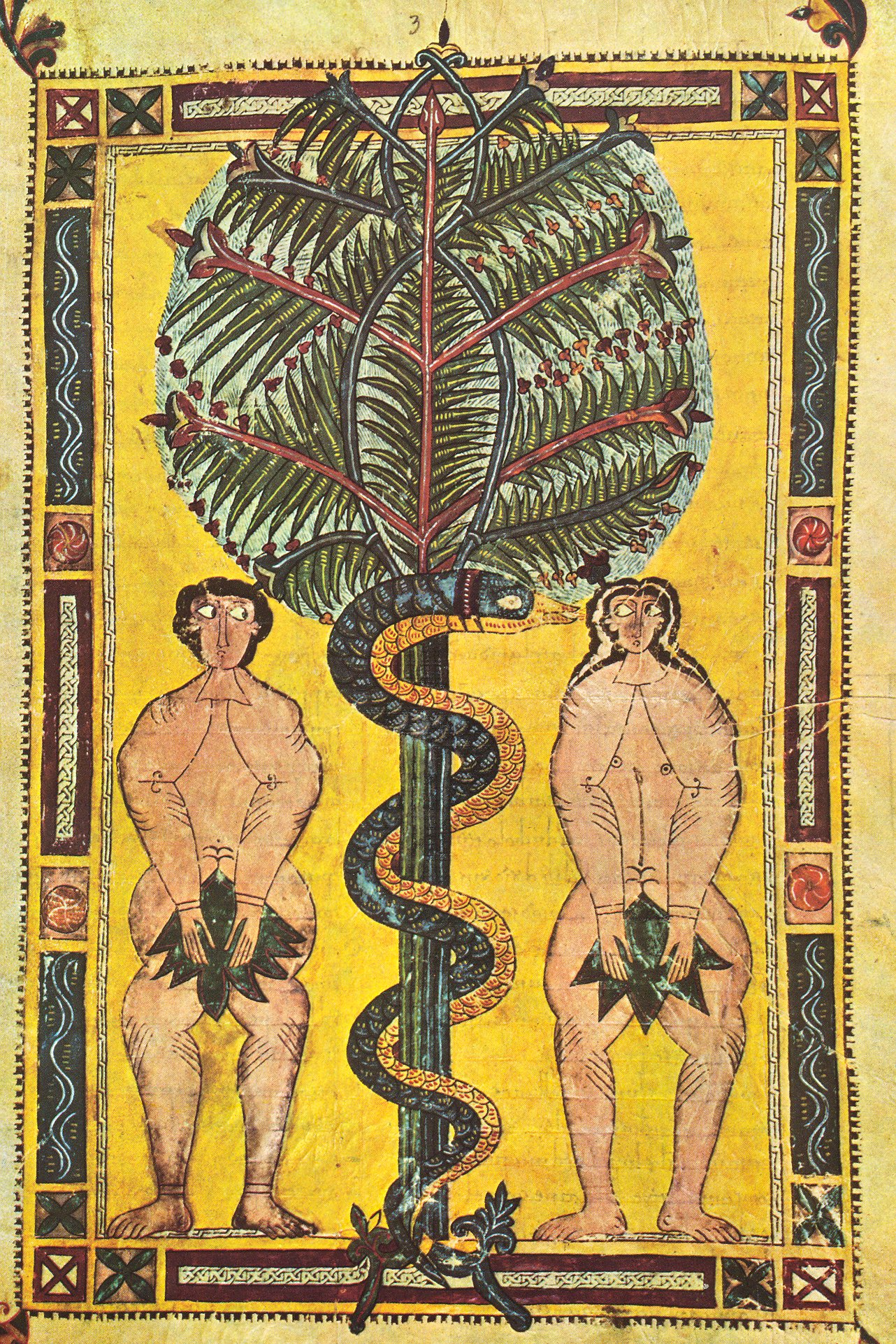
Перворідний гріх Адама і Єви. Іспанія. 950—955 рр.

Перворо́дний гріх (лат. peccatum originale) — християнський богословський термін на позначення першого гріха, який здійснили Адам і Єва, а також наслідків цього гріха, присутнього в кожній людині. У другому значенні первородний гріх найчастіше позначає стан гріха, у якому перебуває людство з моменту гріхопадіння людини, котре сталося через переступ Адама і Єви у Едемі, тобто через непослух, який виразився у споживанні з дерева пізнання добра і зла. Цей стан гріха передався усьому людству і продовжується у втраті природної святості та справедливості, які мали Адам і Єва до того, як з'їли заборонений плід. Богословське вчення про первородний гріх і його наслідки називається - амартологія.
Опосередковано концепція первородного гріха як спадкового вперше з'являється у Іренея Ліонського бл. 180 року у його полеміці з гностиками, однак власне поняття «первородний гріх» ввів західний богослов Авґустин Аврелій у полеміці проти пелагіанства. Авґустин спирався на послання апостола Павла (Рим. 5:12–21 та 1 Кор. 15:21–22) та Книгу Псалмів (Пс. 51:5). Інші ранні західні отці церкви III–IV століть (Тертулліан, Кипріан Карфагенський, Амвросій Медіоланський та Амброзіастер) також підтримували цю концепцію. Східні отці церкви це поняття ніколи не вживали, і в православній церкві його стали використовувати лише з XIX століття і з суттєвими застереженнями.
Погляди Авґустина були популярні серед протестантських реформаторів, зокрема Мартін Лютер і Кальвін пов'язували первородний гріх із «пожаданням», спрямуванням до зла, яке, на їхню думку, зберігалося навіть після хрещення і повністю знищувало свободу, хоча на думку Авґустина первородний гріх лише ослаблював свободу волі, але не знищував її повністю.
У сучасній римо-католицькій церкві притримуються доктрини первородного гріха на основі позицій Авґустина. У сучасній Православній церкві термін вживають на позначення первісної пошкодженості людської природи, але заперечують особисту юридичну відповідальність за цей гріх. У протестантських деномінаціях погляди на поняття дуже різноманітні — від повного заперечення, до ключового значення у теології.

## Походження терміна
Термін «перворідний гріх» (лат. peccatum originale) був запропонований св. Августином (пом. 430) і на сьогодні повсюдно прийнятий християнством.
Однак, слід зауважити, що в ужиток православного богослов'я термін «перворідний гріх» увійшов лише з початку XIX ст., а в богословському лексиконі східних св. Отців такого терміна взагалі немає. Що стосується Символу віри, то хоча там і говориться про хрещення «у прощення гріхів», але нічого не говориться про «перворідний гріх». Так що за своїм походженням доктрина, що розглядається — західна (латинська).
Нині, як правило, богослови вживають термін «перворідний гріх» у двох значеннях: по-перше, як саме порушення заповіді в Едемі і, по-друге, як пошкоджений злом стан людської істоти внаслідок цього порушення. Так, архієпископ Макарій (Булгаков) приводить таке визначення:
|  | У своєму вченні про перворідний гріх православна церква розрізняє, по-перше, самий гріх і, по-друге, його наслідки в нас. Під назвою перворідного гріха вона розуміє власне те порушення заповіді Божої ..., яке вчинене нашими праотцями в раю і від них перейшло на всіх нас. "Перворідний гріх, – читаємо в православному Сповіданні кафолицької і апостольської Церкви східної, – є переступом закону Божого, даного в раю праотцю Адаму. Цей прабатьківський гріх перейшов від Адама на все людське єство, оскільки всі ми тоді знаходились в Адамі, і таким чином через одного Адама гріх поширився на всіх нас" (ч. III, відп. на пит. 20). ... Коротше: під назвою прабатьківського гріха в самих прабатьках розуміється і гріх їх, і з тим той гріховний стан їх природи, в який увійшли вони через цей гріх; а в нас, їх нащадках, розуміється власне один гріховний стан нашої природи .... Зрештою, інколи перворідний гріх розуміється і в значенні ширшому .... І саме під назвою перворідного гріха розуміється як самий гріх, так разом і його наслідки в нас: пошкодженість всіх наших сил, схильність наша більше до зла, ніж до добра та іншого. |

Крім цього:
- деякі богослови схильні ототожнювати Перворідний гріх з сіменем тління (див. Архімандрит Аліпій. Архімандрит Ісая. Догматичене богослів'я. Свято-Троїцька Сергієва Лавра. 1997. Ст. 249.);
- в простонародді перворідним гріхом вважається перше совокуплення прабатьків — Адама і Єви.

## Ушкодженість людства

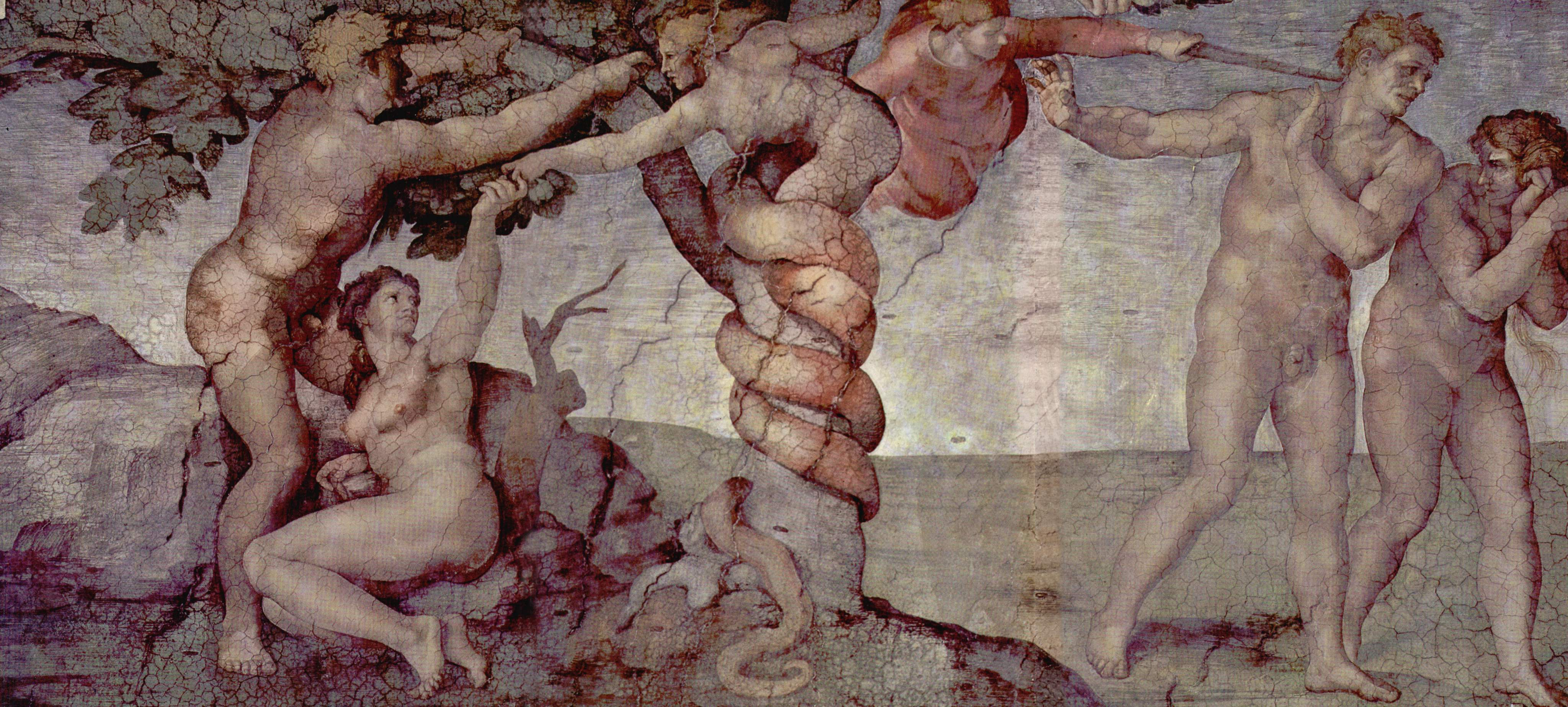
Мікеланджело: Перворідний гріх Адама і Єви та їх вигнання з Раю. 1508—1512 рр.

Ще Карфагенський Собор 252 року обґрунтував необхідність хрещення малят тим, що хоча такі не згрішили індивідуальним чином, проте вже успадкували від падшого Адама природне тління. «Не повинно забороняти хрещення малятку, яке, лише народившись, ні в чому не згрішило, а лише, походячи по плоті від Адама, прийняло заразу древньої смерті через само народження».
Згідно з християнською доктриною в результаті початкового, перворідного гріха прабатьків — Адама і Єви — жало гріха проникає в кожну людину без винятку. В результаті цього всяка людина з'являється на світ в єстві, вже зараженим тлінням, а воля її з ранньої молодості виявляє зручноприхильність до укоризненого гріха. Таким чином, для всіх нащадків прабатьків перворідний гріх видається на зовнішній погляд не як особистий гріх людини, але як спільна порочність, гріховність, як стан, що характеризується деформованою по відношенню до здорового стану прабатьків — Адама і Єви — духовно-тілесною сферою.
Псалмопівець Давид красномовно говорить про це в покаянному псалмі: «Ось, я в беззаконні зачатий, і в гріху родила мене мати моя» (Пс. 50, 7). Цими словами Писання підтверджує, що, по суті, вже в момент зачаття людина стає «перворідно грішною».

## Наслідки гріховності
Пошкодженість перворідним гріхом характеризується:
- наявністю тілесних страждань і біологічної смерті,
- нахилом волі до зла,
- проблемами міркувальної сфери,
- втраченістю надприродних дарів (особливої близькості з Богом).

## Перворідний гріх в ісламі у стосунку до Біблії
Іслам вчить що усі люди є невинними при народжені і що вони стають грішними коли вони свідомо вчиняють гріх.
Однак, на думку деяких критиків, таке трактування суперечить Біблії (яку мусульмани шанують як святу книгу), де не лише пророк Давид (якого мусульмани шанують під іменем Давут) говорить, що «в гріху породила мене мати моя і в беззаконні зачатий я» але й Бог у 2 заповіді до людства говорить через Мойсея (Муса в ісламській традиції), що карає провини батьків на дітях третього і четвертого поколінь, що означає, що діти можуть нести успадковані гріховні тягарі батьків чи прадідів:
|  | Вихід 20:5: Не роби собі різьби і всякої подоби з того, що на небі вгорі, і що на землі долі, і що в воді під землею. Не вклоняйся їм і не служи їм, бо Я — Господь, Бог твій, Бог заздрісний, що карає за провину батьків на синах, на третіх і на четвертих поколіннях тих, хто ненавидить Мене. І що чинить милість тисячам поколінь тих,хто любить Мене, і хто держиться Моїх заповідей. |

Слід однак наголосити на вищезгаданій тисячекратній різниці між карою та милістю Бога. Хоча, успадковані гріховні тягарі цього типу відносяться до категорії родинних гріхів на відміну від перворідного, з яким вони ділять рису власне гріховної успадкованості.

## Перворідний гріх у мунізмі
У теології Церкви об'єднання, викладеній у «Божому Принципі», первородний гріх розглядається не як акт непослуху через споживання буквального плоду, а як недозволені сексуальні стосунки, що сталися до того, як перші люди, Адам і Єва, досягли духовної зрілості.
Згідно з цим вченням, гріхопадіння мало два етапи:
1. Духовне гріхопадіння: Відбулося через сексуальні стосунки між архангелом Люцифером (який заздрив любові Бога до людей) та Євою. Це призвело до того, що людство потрапило під владу сатанинських сил.
2. Фізичне гріхопадіння: Після духовного падіння Єва вступила у передчасні сексуальні стосунки з Адамом, поширивши гріховну природу на фізичний світ і на всіх своїх нащадків.[14]

Таким чином, первородний гріх — це не лише історичний вчинок, а спадкова реальність, що включає кілька аспектів:
- Сам акт гріха, що був скоєний.
- Гріховна природа, яку успадкувало все людство. Вона проявляється у схильності до егоцентризму, залишенні свого належного становища, конфліктах та нездатності бачити світ з точки зору Бога.
- Зміна родоводу: Людство успадкувало не Божий родовід, а гріховний, що перебуває під впливом сатани.[15][16]

Через первородний гріх людство втратило свої початкові стосунки з Богом, а історія стала історією боротьби та страждань. Згідно з «Принципом», саме для викорінення цього первородного гріха і відновлення ідеалу творіння необхідний Месія.

## Англійські посилання
- Article «Original Sin» in Catholic Encyclopedia
- The Book of Concord (www.bookofconcord.org): The Defense of the Augsburg Confession, Article II: Of Original Sin; from an early Protestant perspective, part of the Augsburg Confession.
- The United Methodist Church: Original Sin (Sermon 44) by John Wesley: A perspective from one of the founders of Methodism.
- Original Sin on Orthodox wiki which claims that the Catholic Church teaches that everyone bears the guilt of Adam's sin